# Sinkyone
Sinkyone, 
pleme Athapaskan Indijanaca sa South Forka Eel Rivera, njenih pritoka i susjedne obale od Four Mile Creeka do Usal Lagoone, Kalifornija. Prema domorodačkom informantu koji izvještava Nomlanda (1935) područje Sinkyona dijelilo se na više ‘zemalja’ (land areas), viz.: Anse'ntakuk, južno od Bricelanda; Chashinguk, sjeverno od Bricelanda; Senke'kuk, od Garbervillea prema South Forku; Shusashish'ha, regija sjeverno od Garbervillea; Totro'be, zemlja oko Bricelanda; Yenekuk, kraj jugoistočno od Bricelanda; Yese', obalno područje prema granici sa Mattolama na Four File Creeku; Yese'kuk, područje Matolle Rivera. Među njima razlikuju se dvije glavne skupine, to su Shelter Cove Sinkyone i Lolangkok (Lholhankok) Sinkyone.

## Kultura
Sinkyone na području Humboldt Redwoods State Parka žive već tisućama godina, i imali su veoma maleni utjecaj na šumu sekvoje (Sequoia sempervirens). Bili su lovci, ribari (losos) i sakupljači žira tanbark hrasta (Lithocarpus densiflora), zimzelenog drveta što raste na jugozapadu Oregona i susjednoj Kaliforniji. Materijalna kultura Sinkyona ipak je ovisila o sekvojinom drvetu. Od drveta sekvoje gradili su svoje kuće, od vlakana korijenja izrađivali su košare, a od debla su gradili kanue. Pribor za jelo (žlice) djelale su se od losovog roga, a kao i kod susjednih plemena dentalija imala vrijednost novca. 
Sinkyone imaju vjeru u stvoritelja zvanog Kyoi, stvoriteljem zemlje i ljudi, koji bi se mogao identificirati s Nagaichom, Kato Indijanaca i Taikomolom Yukija.

## Povijest
Sinkyone su masakrirani 1850.-tih godina sa strane kolonista, a njihov broj od izvornih 2.000 sveden je 1920. na manje od 100. Godine 2000. s Nongatl i Lassik Indijancima broje oko 500 duša, a kolektivno ih nazivaju Eel River. 

## Vanjske poveznice
- Sinkyone Victory  Arhivirana inačica izvorne stranice od 1. rujna 2006. (Wayback Machine)
- The Lolangkok Sinkyone